# Orchis bergonii
Orchis bergonii är en orkidéart som beskrevs av Nanteuil. Orchis bergonii ingår i släktet nycklar, och familjen orkidéer. Inga underarter finns listade i Catalogue of Life.